# Kanton Aurillac-4
Kanton Aurillac-4 (fr. Canton d'Aurillac-4) je francouzský kanton v departementu Cantal v regionu Auvergne. Tvoří ho 10 obcí.

## Obce kantonu
- Aurillac (část)
- Giou-de-Mamou
- Laroquevieille
- Lascelle
- Mandailles-Saint-Julien
- Marmanhac
- Saint-Cirgues-de-Jordanne
- Saint-Simon
- Velzic
- Yolet